# Giulio Monaco
Giulio Monaco (falecido em 1581) foi um prelado católico romano que serviu como bispo de Lucera (1580–1581).

## Biografia
No dia 4 de novembro de 1580, Giulio Monaco foi nomeado bispo de Lucera durante o papado de Gregório XIII. A 13 de novembro de 1580, foi consagrado bispo por Giulio Antonio Santorio, cardeal-sacerdote de San Bartolomeo all'Isola, com Thomas Goldwell, bispo de Saint Asaph, e Filippo Spinola, bispo de Nola, servindo como co-consagradores. Serviu como bispo de Lucera até à sua morte em 1581.